# Championnat d'Israël de football 1972-1973
Navigation
Championnat d'Israël 1971-1972 Championnat d'Israël 1973-1974
Le Championnat d'Israël de football 1972-1973 est la 21e édition de ce championnat.

## Classement[1]
| Rang | Équipe                  | Pts | J  | G  | N  | P  | Bp | Bc | Diff |
| ---- | ----------------------- | --- | -- | -- | -- | -- | -- | -- | ---- |
| 1    | Hakoah Amidar Ramat Gan | 42  | 30 | 16 | 10 | 4  | 41 | 20 | +21  |
| 2    | Hapoël Tel-Aviv         | 37  | 30 | 14 | 9  | 7  | 45 | 34 | +11  |
| 3    | Hapoël Jérusalem FC     | 36  | 30 | 13 | 10 | 7  | 30 | 19 | +11  |
| 4    | Maccabi Tel-Aviv        | 33  | 30 | 8  | 17 | 5  | 31 | 23 | +8   |
| 5    | Hapoël Beer-Sheva       | 32  | 30 | 11 | 10 | 9  | 41 | 35 | +6   |
| 6    | Hapoël Kfar Sabah       | 31  | 30 | 7  | 17 | 6  | 31 | 27 | +4   |
| 7    | Hapoël Haïfa            | 30  | 30 | 9  | 12 | 9  | 31 | 28 | +3   |
| 8    | Beitar Tel-Aviv         | 30  | 30 | 8  | 14 | 8  | 24 | 25 | -1   |
| 9    | Maccabi Petah-Tikvah    | 30  | 30 | 9  | 12 | 9  | 39 | 41 | -2   |
| 10   | Maccabi Jaffa           | 29  | 30 | 10 | 9  | 11 | 35 | 33 | +2   |
| 11   | Maccabi Haïfa           | 29  | 30 | 8  | 13 | 9  | 29 | 36 | -7   |
| 12   | Hapoël Petah-Tikvah     | 28  | 30 | 8  | 12 | 10 | 26 | 26 | 0    |
| 13   | Maccabi Netanya         | 26  | 30 | 8  | 10 | 12 | 28 | 39 | -11  |
| 14   | Betar Jérusalem         | 25  | 30 | 8  | 9  | 13 | 21 | 34 | -13  |
| 15   | Shimshon Tel-Aviv       | 24  | 30 | 7  | 10 | 13 | 36 | 46 | -10  |
| 16   | Hapoël Marmorek         | 18  | 30 | 5  | 8  | 17 | 25 | 47 | -22  |

|  | Champion |
|  | Relégué  |

## Bilan de la saison
| Tableau d'Honneur                |                         |
| Compétition                      | Vainqueur               |
| Championnat d'Israël de football | Hakoah Amidar Ramat Gan |
| Coupe d'Israël de football       | Hapoël Jérusalem FC     |

| Promotions et relégations |                                   |
| Relégués en Liga Leumit   | Shimshon Tel-Aviv Hapoël Marmorek |
| Promus en Ligat ha'Al     | Bnei Yehoudah Hapoël Hadera       |